# Дітер Бауманн
Дітер Бауманн (нім. Dieter Baumann; 9 лютого 1965) — німецький легкоатлет, олімпійський чемпіон.

## Виступи на Олімпіадах
| Олімпіада      | Дисципліна         | Місце |
| -------------- | ------------------ | ----- |
| Сеул 1988      | біг на 5000 метрів | 2     |
| Барселона 1992 | біг на 5000 метрів | 1     |
| Атланта 1996   | біг на 5000 метрів | 4     |